# William Clark Falkner

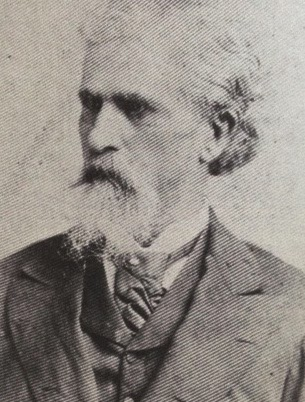
William Clark Falkner

William Clark Falkner (ur. 1825 lub 1826, zm. 1889) – amerykański wojskowy, polityk, przedsiębiorca kolejowy, pisarz i poeta, pradziadek Williama Faulknera. Jako literat wydał między innymi epos o wojnie meksykańskiej The Siege of Monterey i romantyczną powieść The Spanish Heroine. Po wyborze do stanowej legislatury Mississippi został zastrzelony przez byłego wspólnika R.J. Thurmonda. Rana postrzałowa nie była śmiertelna, ale Falkner zmarł w wyniku obrzęku gardła.